# Мумринский сельсовет
Мумринский сельсовет — муниципальное образование в составе Икрянинского района Астраханской области, Российская Федерация. Административный центр — село Мумра.

## География
Граница сельсовета начинается от истока реки Бакланья и проходит по реке Старая Волга, вниз по течению, до истока реки Цыганка. Далее граница поворачивает на юго-запад и проходит 4319 метров, до пересечения с рекой Бакланья. Далее граница идет на юго-запад до ерика Товарный. Поворачивает на север и идет до пересечения со створом южной границы орошаемого участка «Крахтинский». Далее поворачивает в восточном направлении и до его насосной станции. От насосной станции граница на северо-восток до первоначальной точки.

## История
Законом Астраханской области от 10 апреля 2018 года N 31/2018-ОЗ Зюзинский и Мумринский сельсоветы были объединены в Мумринский сельсовет с административным центром в селе Мумра.

## Население
| 2006  | 2010  | 2012  | 2013  | 2014  | 2015  | 2016  |
| ----- | ----- | ----- | ----- | ----- | ----- | ----- |
| 3227  | ↘3011 | ↘2976 | ↘2931 | ↘2906 | ↘2901 | ↘2844 |
| 2017  | 2018  | 2019  | 2020  | 2021  |       |       |
| ↘2811 | ↘2753 | ↗3228 | ↘3138 | ↘3118 |       |       |

## Состав
В состав поселения входят следующие населённые пункты:
| № | Населённый пункт | Тип населённого пункта       | Население    |
| - | ---------------- | ---------------------------- | ------------ |
| 1 | Мумра            | село, административный центр | ↘2372 (2010) |
| 2 | Зюзино           | село                         | ↗540 (2010)  |
| 3 | Товарный         | посёлок                      | ↘639 (2010)  |

## Объекты социальной сферы
На территории муниципального учреждения действуют следующие учреждения: участковый уполномоченный полиции, «Почта России», Сбербанк, участковая больница, 2 дома культуры, 2 средних школы, 1 детский сад.